# Marko Malović

Marko Ignac Malović (Domašinec, 11. listopada 1946. – Slavonski Brod, 16. rujna 2018.) - hrvatski katolički svećenik, franjevac.
Rođen je u Domašincu u Međimurju, 11. listopada 1946. godine. Odrastao je u Vukovaru, u koji je obitelj došla živjeti iz Međimurja, s još petero braće. Brat Pero i otac Lovro nestali su u ratu u Vukovaru. Imao je još četiri sestre, od kojih dvije i danas služe kao časne sestre kćeri Božjeg milosrđa. Nakon osnovne škole 1961. godine u Zagrebu ulazi u Franjevačko sjemenište. U Franjevački red, u novicijat, ušao je u Cerniku, 25. kolovoza 1963. godine i dobiva redovničko ime fra Marko. Za svećenika je zaređen 25. lipnja 1972. godine u Zagrebu. Kao svećenik bio je na službi u Zagrebu, Bjelovaru, Našicama, Trsatu i Virovitici.
Od početka 1990. godine pa za vrijeme cijeloga Domovinskoga rata i mirne reintegracije hrvatskoga Podunavlja u čemu je i fra Marko dao svoj značajan doprinos, sve do 2005. službovao je u Iloku. Bio je jedini katolički svećenik, koji je ostao na okupiranim područjima hrvatskog Podunavlja. Doživljavao je prijetnje i pokušaje fizičkoga napada. U tri navrata minirana su i vrata crkve u Iloku, a tri je puta raketiran toranj iločke crkve. Redovito je obavljao svećeničke dužnosti, služio svetu misu i obilazio vjernike. Spasio je od uništenja jako puno vrijednih crkvenih i kulturnih predmeta kao što su: kosti sv. Bone iz Vukovara, slika Gospe Fatimske, slika Gospe Bapske, 3475 knjiga iz vukovarske knjižnice sa ženidbenim arhivom, iločka knjižnica, stara vrijedna knjižnica u Šarengradu s 8000 knjiga, crkvene matične knjige, crkveno posuđe. O tome je napisao knjigu "Ostajemo u Iloku - Ilok u Domovinskom ratu". U prikupljanju materijala o stradanju i mukama Iloka između 1991. i 1998. godine koristio se pismenim i usmenim iskazima Iločana, a svjedočanstva nekolicine od njih nalaze se na kraju knjige zajedno s drugim prilozima. Uz njega veliko crkveno i kulturno blago spasio je i fra Marko Kurolt, koji je službovao cijelo vrijeme rata u Zemunu, dolazio u hrvatsko Podunavlje i spašavao umjetnine, knjige i crkvene predmete. To je opisao u knjizi „Treba li sve zaboraviti?!“ Njih dvojica bili su ključni za spašavanje vukovarskog kulturnoga blaga, pri čemu su se često izlagali opasnosti.
Poslije Iloka, fra Marko Malović kao svećenik službovao je još u: Bjelovaru, Virovitici, Varaždinu i Slavonskom Brodu.
Predsjednik Republike Hrvatske dr. Franjo Tuđman 1997. godine odlikovao ga je „Redom Danice hrvatske s likom Katarine Zrinske” i 1999. godine „Redom Danice Hrvatske s likom Marka Marulića”. Za svoj pastoralni rad u Iloku za vrijeme Domovinskog rata dobio je od pape Ivana Pavla II. odlikovanje “Pro Ecclesia et Pontifice” (za Crkvu i papu), kojeg je fra Marku Maloviću 1999. godine, tadašnjem gvardijanu iločkog samostana sv. Ivana Kapistrana, uručio u to vrijeme đakovački i srijemski biskup Marin Srakić, tijekom koncelebriranog misnog slavlja u iločkoj crkvi.
Preminuo je 16. rujna 2018. u Slavonskom Brodu. Pokopan je na starom groblju u Vukovaru, u gradu gdje je odrastao. Pismo sućuti poslala je tadašnja predsjednica države Kolinda Grabar-Kitarović.
Park na Trgu sv. Ivana Kapistrana u Iloku smješten u staroj povijesnoj jezgri dobio je ime fra Marka Malovića, 2018. godine, a dobio je i titulu „Počasnoga građanina Grada Iloka” u znak „zahvalnosti za duhovnu i inu potporu građanima Iloka u vrijeme Domovinskoga rata, a potom i u danima povratka prognanih Iločana”.
U prostorima Središnje nadbiskupijske i fakultetske knjižnice u Đakovu predstavljen je 1. veljače 2022. biografski dokumentarni film »Fra Marko Malović – čuvar hrvatskog Podunavlja«.